# GEO (спецназ)
GEO (Grupo Especial de Operaciones, рус. Специальная группа по операциям) — специальное подразделение Национального полицейского корпуса Испании, предназначенное для выполнения опасных операций; испанский полицейский спецназ. Штаб-квартира GEO находится в городе Гвадалахаре близ Мадрида.
Подразделение GEO было учреждено в 1978 году по примеру немецкого полицейского спецназа GSG 9 — ради борьбы с террористическими организациями и организованной преступностью. Помимо очевидных задач — задержания опасных преступников, спасения заложников, противодействия терроризму — бойцы подразделения GEO могут выполнять такие функции, как охрана испанских дипломатов в других странах или представителей иностранных государств в Испании, например, во время Олимпийских игр 1992 года в Барселоне. GEO включает в свой состав специально подготовленных боевых пловцов, которые могут использоваться полицией для поиска трупов или улик преступления на дне водоемов.
Костяк спецподразделения составляет оперативный отдел (исп. Sección Operativa), насчитывающий около сотни бойцов. Он разделён на две оперативные группы, каждая из которых делится на две подгруппы. Каждая подгруппа включает в свой состав три команды (звена) по пять бойцов — обычно GEO и действует такими командами. В звене каждый боец проходит специальную подготовку по тому или иному направлению — так, обычно в состав команды входят специалист по проникновению в помещения, снайпер, специалист по подавлению снайперов, специалист по применению спецсредств и водолаз. Общая подготовка позволяет бойцам любой специальности выполнять самые разнообразные задачи.